# شرکت آلومینیوم پارس
شرکت آلومینیوم پارس یک شرکت سهامی عام ایرانی تولیدکننده کویل، ورق و فویل آلومینیوم است، که در تاریخ ۱۸ تیر ۱۳۵۳ تأسیس شده‌است.
این شرکت که در شهرک صنعتی کاوه قرار دارد  در زمینی به وسعت ۳۳۰ هزار متر مربع راه‌اندازی شده تولید کننده انواع کویل و ورق ساده و رنگی در آلیاژ، ابعاد و ضخامت‌های مختلف، کویل و ورق لامینه شده با پوشش پی‌وی‌سی در طرح‌ها و رنگ‌های مختلف، انواع فویل آلومینیومی برای مصارف صنعتی، ظروف یکبار مصرف و مصارف خانگی، انواع فویل و لامینه چاپی و ساده جهت مصارف مختلف از قبیل بسته‌بندی، آبمیوه، مواد غذایی، داروئی، دخانیات و عایق‌بندی است.  شرکت آلومینیوم پارس توان تولید بیش از ۱۷۰۰ تن محصول در ماه و اشتغال‌زایی ۷۰۰ نفر را دارد.